# Stelle (Twistringen)
Stelle ist ein Ortsteil der Stadt Twistringen im niedersächsischen Landkreis Diepholz.

## Geografie

### Lage
Stelle liegt am östlichen Rand der Stadt Twistringen, drei Kilometer östlich vom Kernort Twistringen entfernt. Die Ortschaft Stelle besteht aus den Ortsteilen Stelle, Weyhe und Bokelskamp.

### Nachbargemeinden
Nachbargemeinden sind im Uhrzeigersinn von Norden aus Groß Ringmar, Wedehorn, Cantrup, Scharrendorf, Twistringen (Zentrum) und Abbenhausen.

### Flüsse
Südwestlich fließt die Rote Riede, die bei Binghausen in die Delme mündet.

## Geschichte
Seit der Gebietsreform, die am 1. März 1974 in Kraft trat, ist die vorher selbstständige Gemeinde Stelle eine von heute acht Ortschaften der Stadt Twistringen.

## Politik

### Ortsrat
Der Ortsrat, der den Ortsteil Stelle vertritt, setzt sich aus sieben Mitgliedern zusammen. Die Ratsmitglieder werden durch eine Kommunalwahl für jeweils fünf Jahre gewählt. Die aktuelle Amtszeit begann am 1. November 2021 und endet am 31. Oktober 2026.
Bei der Kommunalwahl 2021 ergab sich folgende Sitzverteilung:
| Ortsrat 2021Insgesamt 7 Sitze - Unabh.: 1 - FWG: 1 - CDU: 5 |

### Ortsbürgermeister
Ortsbürgermeister ist Conrad Schütte.

## Straßen
Stelle liegt fernab des großen Verkehrs. Die Bundesautobahn 1 verläuft 19 Kilometer entfernt nördlich. Die von Bassum über Twistringen (Kernort) und Diepholz nach Osnabrück führende Bundesstraße 51 und die Landesstraße 342 von Twistringen (Kernort) über Goldenstedt nach Vechta verlaufen westlich in drei Kilometer Entfernung.
In Stelle gibt es – im Gegensatz zu einigen kleineren Ortsteilen von Twistringen – Straßenbezeichnungen und nicht nur Hausnummern, so dass sich Einwohner, Postboten, Lieferanten und Besucher gut orientieren können.